# Бритвоподібний молюск тихоокеанський
Бритвоподібний молюск тихоокеанський (Siliqua patula) — вид великих їстівних морських двостулкових молюсків в родині Pharidae.

## Поширення
Зустрічається уздовж Західного Тихоокеанського узбережжя від східних Алеутських островів, Аляски до Писмо-Біч (англ. Pismo Beach), Каліфорнія. Населяють припливну зону піщаних пляжів до максимальної глибини близько 9,1 м.

## Опис
У південній частині свого ареалу вид має подовжений вузький довгастий корпус, який становить від 7,6 до 15 см у довжину, і до 28 см — знайдений в Алясці.